# The Gentlemen
The Gentlemen (The Gentlemen: Los señores de la mafia en España) es una película de crimen y acción británica de 2019 dirigida, escrita y producida por Guy Ritchie, y coescrita junto a Ivan Atkinson y Marn Davies. Está protagonizada por Charlie Hunnam, Henry Golding, Michelle Dockery, Colin Farrell, Hugh Grant y Matthew McConaughey.
La cinta fue estrenada el 24 de enero de 2020 a través de STX Entertainment. 

## Sinopsis
Un capo de la droga estadounidense quiere retirarse y vender su imperio de marihuana en Inglaterra, lo que ocasiona conflictos con rivales, un entrenador de boxeo y un investigador privado muy meticuloso.

## Reparto
- Charlie Hunnam como Raymond "Ray" Smith.
- Matthew McConaughey como Michael "Mickey" Pearson.
- Hugh Grant como Fletcher.
- Michelle Dockery como Rosalind Pearson.
- Colin Farrell como Coach.
- Henry Golding como Dry Eye.
- Jeremy Strong como Matthew Berger.
- Eddie Marsan como Big Dave.
- Tom Wu como Lord George.
- Jason Wong como Phuc.
- Chidi Ajufo como Bunny.
- Bugzy Malone como Ernie.
- George Asprey como Lord Snowball.
- Samuel West como Lord Pressfield.
- Geraldine Somerville como Lady Pressfield.
- Eliot Sumner como Laura Pressfield.
- Franz Drameh como Benny.
- Chris Evangelou como Primetime.
- Max Bennett como Brown.
- Tom Rhys Harries como Noel Power.
- Danny Griffin como Aslan.
- David Garrick como Dave.
- Lyne Renée como Jackie.
- John Dagleish como Hammy.
- Jordan Long como Barman.
- Lisa Frazer como Mecánica.
- Russell Balogh como Russ
- Guy Ritchie como ejecutivo de Miramax.
- Bruce Chong como Ngoc.
- Eugenia Kuzmina como Misha.
- Isaias Maradiaga

## Producción
En mayo de 2018, se anunció que Guy Ritchie dirigiría y escribiría una película que tendría el mismo espíritu que sus anteriores películas, especialmente Lock, Stock and Two Smoking Barrels y Snatch. El proyecto se dio a conocer en el Festival de Cine de Cannes de 2018, donde Miramax adquirió los derechos de distribución de la cinta. Se esperaba que el rodaje comenzara en octubre. En octubre de ese año, Matthew McConaughey, Kate Beckinsale, Henry Golding y Hugh Grant se unieron al elenco, con Jeremy Strong, Jason Wong y Colin Farrell uniéndose en noviembre. Michelle Dockery también se sumó al reparto, reemplazando a Beckinsale en su papel. En diciembre de 2018, Lyne Renée se incorporó al elenco de la película.

### Rodaje
La fotografía principal comenzó en noviembre de 2018.

## Estreno
En febrero de 2019, STX Entertainment adquirió los derechos de distribución de la película. La cinta fue estrenada el 1 de enero de 2020 en el Reino Unido y el 24 de enero del mismo año en Estados Unidos.

## Recepción
The Gentlemen recibió reseñas generalmente positivas de parte de la crítica y de la audiencia. En el sitio web especializado Rotten Tomatoes, la película posee una aprobación de 75%, basada en 275 reseñas, con una calificación de 6.5/10, y con un consenso crítico que dice: "Puede que el guionista y director Guy Ritchie no gane muchos nuevos conversos, pero para aquellos que ya están en sintonía con la impetuosa longitud de onda del cineasta, The Gentlemen se mantiene firme." De parte de la audiencia tiene una aprobación de 84%, basada en más de 10 000 votos, con una calificación de 4.1/5.
El sitio web Metacritic le dio a la película una puntuación de 51 de 100, basada en 44 reseñas, indicando "reseñas mixtas o promedio". En el sitio IMDb los usuarios le asignaron una calificación de 7.8/10, sobre la base de 338 143 votos, mientras que en la página web FilmAffinity la cinta tiene una calificación de 7.2/10, basada en 22 556 votos.